# Mont Pascoal
Le mont Pascoal est une colline de 549 mètres d'altitude au Brésil, située dans l'État de Bahia à environ 62 km de la cité de Porto Seguro. Selon les données historiques, le mont Pascoal aurait été la première terre aperçue par Pedro Álvares Cabral et son équipage le 22 avril 1500, date de la découverte du Brésil. L'accident géographique reçut ce nom parce que le débarquement se passa trois jours après la Pâques de 1500.
Le 29 novembre 1961, fut créé le parc national du Mont Pascoal avec 22 500 hectares et 110 km de périmètre dans la commune de Porto Seguro.